# گور یرانیان
گور هوهانسی یرانیان (ارمنی: Գոռ Հովհաննեսի Երանյան؛ زادهٔ ۲۸ نوامبر ۱۹۹۰) یک سیاستمدار و مورخ اهل ارمنستان است که از تاریخ ۲۰۱۹ تا تاریخ ۲۰۲۱ سمت نمایندگی دوره هفتم مجلس ملی جمهوری ارمنستان را برعهده داشت.

## زندگی‌نامه
در ۲۸ نوامبر ۱۹۹۰ در داراکرت به دنیا آمد و از دانشگاه دولتی ایروان فارغ‌التحصیل شد. 